# 德扬·佩里奇
德扬·佩里奇（1970年9月22日—），塞尔维亚前男子手球运动员。他曾代表南联盟参加2000年夏季奥林匹克运动会手球比赛，结果队伍获得第四名。